# Bai Jiaxu
Bai Jiaxu (chiń. 白佳旭; ur. 1 listopada 1997) – chiński lekkoatleta specjalizujący się w skoku wzwyż.
W 2013 został wicemistrzem świata juniorów młodszych, a rok później stanął na najwyższym stopniu podium juniorskich mistrzostw Azji.
Rekordy życiowe: stadion – 2,18 (13 lipca 2013, Donieck); hala – 2,15 (7 marca 2013, Nankin). 

## Osiągnięcia
| Rok  | Impreza                               | Miejsce | Pozycja    | Wynik |
| ---- | ------------------------------------- | ------- | ---------- | ----- |
| 2013 | Mistrzostwa świata juniorów młodszych | Donieck | 2. miejsce | 2,18  |
| 2014 | Mistrzostwa Azji juniorów             | Tajpej  | 1. miejsce | 2,10  |